# Bryan Cristante
Bryan Cristante (San Vito al Tagliamento, 3 de março de 1995), é um futebolista Italiano naturalizado canadense, que atua como meia. Atualmente joga pela Roma.

## Início de carreira
Bryan Cristante nasceu em San Vito al Tagliamento, mas criado na vizinha San Giovanni di Casarsa, onde ele começou a jogar futebol quando era criança. Ele mudou-se para Liventina Gorghense, um clube amador na província de Treviso, antes de entrar para o Milan em 2009.

## Milan
Durante seu tempo no sistema de camadas jovens do clube que ele era um membro da sub-15, equipe que venceu o Campeonato Nacional de Juniores de 2010, marcando oito gols, membro também do sub-17 que venceu o Campeonato Nacional dos Estudantes de 2011.
Ele fez sua estreia profissional pelo clube dia 6 de dezembro de 2011, com 16 anos e 278 dias, substituindo Robinho em uma partida da Liga dos Campeões da UEFA na fase de grupos contra o Viktoria Plzeň, que terminou com um empate 2-2. Assim, ele se tornou o mais jovem jogador do Milan a estrear em um jogo de Liga dos Campeões e terceiro da geral do mais jovem.
Cristante foi eleito como o melhor jogador do Torneo di Viareggio em 2013 no dia 4 de março de 2013, Cristante assinou seu primeiro contrato profissional, que irá mantê-lo no Milan até 2018, ele se juntou ao time principal no início da temporada 2013-14.

## Benfica
Bryan assinou pelo Benfica a 1 de Setembro de 2014 com uma transferência do Milan no valor de 6 milhões de euros, válido por 5 anos, com o número 24 anteriormente de Garay.

## Palermo
Com a pouca utilização no Benfica, Cristante foi emprestado ao Palermo até o final da temporada, no contrato, a opção de compra de 6 milhões eu euros.

## Pescara
Sem muito espaço no Palermo, Cristante foi emprestado ao Pescara por uma temporada.

## A.S. Roma (2018-Atualmente)
No dia 06 de Junho, recém aberta a janela de verão na europa, Cristante foi comprado pela equipe da capital italiana para a temporada de 2018-2019.

## Seleção Italiana
No dia 7 de outubro de 2020, na vitória da Itália por 6 a 0 em amistoso contra a Moldávia , ele marcou seu primeiro gol pela seleção italiana e na partida final também usou a braçadeira de capitão.
Em junho de 2021 ele foi convocado pelo técnico Roberto Mancini na lista dos 26 convocados para a Eurocopa de 2020.

## Títulos
Benfica
- Primeira Liga: 2014–15, 2015–16
- Taça da Liga: 2014–15, 2015–16

Roma
- UEFA Europa League runner-up: 2022–23[4]
- UEFA Europa Conference League: 2021–22[5]

Itália
- UEFA European Championship: 2020[carece de fontes?]
- UEFA Nations League third place: 2020–21,[6] 2022–23[7]

Individual
- Torneo di Viareggio – Golden Boy: 2013[8]

### Orders
-  5th Class / Knight: Cavaliere Ordine al Merito della Repubblica Italiana: 2021